# Alejandro Daniel Pardo
Alejandro Daniel Pardo (Buenos Aires, 16 de março de 1978) é um clérigo católico romano argentino e bispo auxiliar em Buenos Aires.

## Biografia
Desde 1999, Alejandro Daniel Pardo estudou filosofia e teologia católica no seminário Inmaculada Concepción, em Buenos Aires. Em 18 de novembro de 2006, recebeu o sacramento da ordenação sacerdotal para a Arquidiocese de Buenos Aires, no Microestádio Malvinas Argentinas, pelo Arcebispo de Buenos Aires, Jorge Mario Cardeal Bergoglio, S.J..
Após sua ordenação, Pardo serviu inicialmente como vigário paroquial da paróquia de Santa Teresa del Niño Jesús de 2007 a 2012, onde anteriormente atuou como diácono. De 2012 a 2020 foi pároco da paróquia de Cristo Rey e de 2019 a 2020 também foi administrador paroquial da paróquia de Nuestra Señora de Belén. Ele também atuou como reitor do presbitério de Villa Urquiza de 2017 a 2021 e foi membro do Conselho Presbiteral da Arquidiocese de Buenos Aires de 2017 a 2023. Desde 2020, Pardo foi pároco da paróquia de San Nicolás de Bari, no distrito de Retiro.
Em 19 de junho de 2024, o Papa Francisco o nomeou Bispo Titular de Fissiana e Bispo Auxiliar de Buenos Aires. O Arcebispo de Buenos Aires, Jorge Ignacio García Cuerva, consagrou -o, juntamente com Sergio Iván Dornelles e Pedro Bernardo Cannavó, no dia 3 de agosto do mesmo ano na Catedral Metropolitana de Buenos Aires; os co-consagradores foram o bispo auxiliar de Río Gallegos, Fabián González Balsa, e o bispo de San Justo, Eduardo Horacio García, assim como os bispos auxiliares de Buenos Aires, Alejandro Daniel Giorgi e Gustavo Oscar Carrara.
Dom Alejandro Pardo é Vigário Episcopal do Vicariato Central (2024-2025), Vigário Episcopal do Vicariato da Juventude (desde 2024) e Vigário Episcopal do Vicariato de Belgrano (desde 2025). Desde novembro de 2024, é membro das Comissões Episcopais para os Ministérios e para a Vida, os Leigos e a Família da Conferência Episcopal Argentina.